# Cases Josep Domènech
Les Cases Josep Domènech són un conjunt arquitectònic situat a la Rambla de Catalunya i el carrer de València de Barcelona, inclòs en part a l'Inventari del Patrimoni Cultural Català.

## Descripció
Es tracta de dos immobles de planta baixa, sis pisos i un àtic i sobreàtic retirats de la façana. Les tres façanes que originen la forma del xamfrà, profusament decorades, estan separades per galeries superposades de planta pentagonal, a mode de columna. La façana central és més ampla que les dues laterals. Destaca la composició simètrica de les obertures, presidida per les tribunes emplaçades al primer i segon pis i la gran balconada del tercer. Aquestes estan flanquejades per sengles balcons, iguals que els que trobem en les plantes superiors. Als extrems dels dos laterals de cada pis d'aquesta façana hi ha un balcó, més petits que els anteriors, que forma un conjunt amb les tribunes poligonals que hi ha a les arestes de la façana de l'immoble.
A la façana de la Rambla de Catalunya, les obertures consisteixen en tres balcons per pis, sostinguts per mènsules motllurades i amb baranes de ferro forjat (com la major part de tots els de l'immoble). Dos d'ells són correguts i el tercer, situat al costat de les galeries poligonals, s'uneix a aquesta formant un balcó que la rodeja. A l'altra façana lateral, la que dona al carrer de València, hi ha un balcó més per planta, que són tipològicament com els suara descrits. En aquest cas els tres distals s'uneixen en una balconada correguda, mentre que el quart, com en l'altra façana lateral, s'uneix a la tribuna poligonal, formant a l'eix un conjunt simètric amb la tribuna flanquejada per sengles balcons.
La decoració de les façanes combina l'ornamentació del parament amb plafons rectangulars, amb columnes corínties de planta helicoidal, adossades al parament, que neixen de les escultures situades al primer pis. Totes les obertures estan emmarcades per pilastres de planta rectangular i rematades per les mènsules que suporten el balcó superior, entre les que hi ha ornamentacions vegetals esculpides. Els àtics i sobreàtics, segurament posteriors a l'obra original, presenten una ornamentació molt més austera que els pisos inferiors.

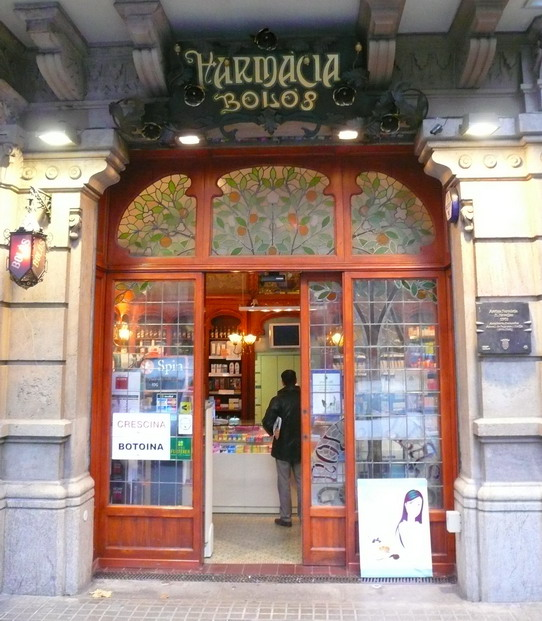
Farmàcia Bolós

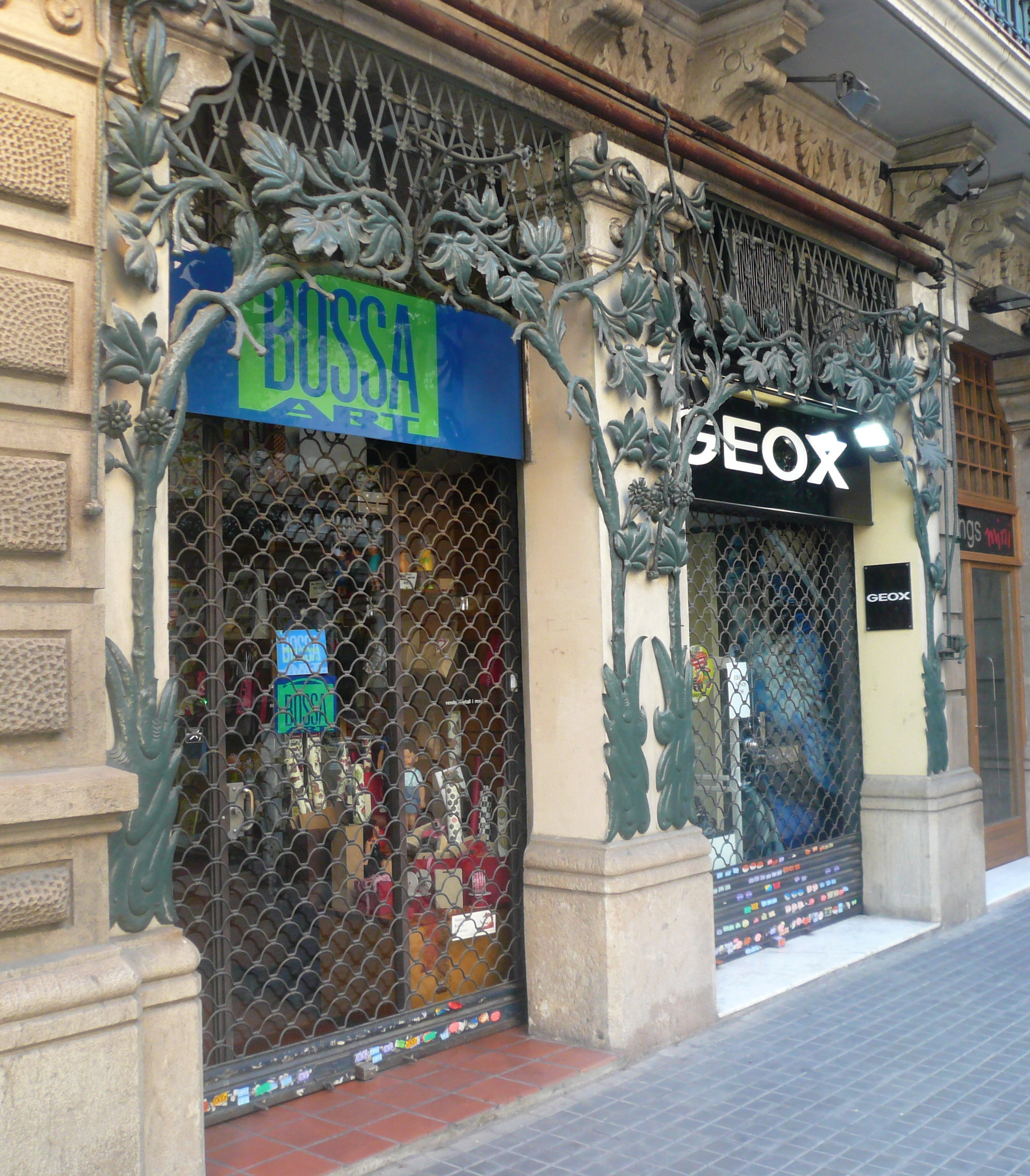
Xarcuteria i Sabateria Milà

Menció a part mereix la planta baixa. D'una banda, per la decoració, complementària dels pisos superiors però amb columnes bellament decorades que sustenten els balcons del primer pis. De l'altra, per dos dels comerços existents, mantinguts en part en el seu estat original. D'aquesta manera, a la Farmàcia Bolós (antiga farmàcia Novelles), inaugurada el 1902, destaca especialment la seva porta de vidre emplomat amb el dibuix d'un taronger, el bell treball de fusteria i el panell de ferro sobre la llinda. Com gran part dels nous locals comercials que s'instal·laven a les plantes baixes dels edificis de l'Eixample, fou decorat, mobiliari inclòs, seguint els cànons del modernisme. A l'interior encara s'hi conserva el mobiliari, les vitrines i la decoració de pintures i esgrafiats originals, així com alguns objectes farmacèutics de l'època. Destaca també el fanal situat a la façana.
D'altra banda, als baixos hi ha també la Xarcuteria i Sabateria Milà, oberta al públic l'any 1901 per a la venda al detall de carn, si bé amb el temps ha anat canviant d'activitat. Per bé que en aquest cas s'ha perdut tota la decoració original de l'interior de la botiga, es conserva la decoració de ferro forjat de la façana, autèntic reclam de l'activitat comercial. Es tracta d'una ornamentació en forma de parra amb pàmpols, que arrenca d'un gall de perfil, situat al nivell de la vorera, que s'adossa en la seva totalitat a la superfície de la façana i que emmarca les dues obertures d'accés al local. La seva funcionalitat era, a banda de l'estrictament decorativa, la de fer de suport per un tendal, del que es conserven els corrons de fusta on s'enroscava la lona i el mecanisme de per pujar-lo i baixar-lo.